# Distretto di Prostějov
Il distretto di Prostějov (in ceco okres Prostějov) è un distretto della Repubblica Ceca nella regione di Olomouc. Il capoluogo di distretto è la città di Prostějov.

## Geografia antropica
Il distretto conta 97 comuni:

### Città
- Konice
- Kostelec na Hané
- Němčice nad Hanou
- Plumlov
- Prostějov

### Comuni mercato
- Brodek u Prostějova
- Drahany
- Kralice na Hané
- Nezamyslice
- Protivanov
- Tištín

### Comuni
- Alojzov
- Bedihošť
- Bílovice-Lutotín
- Biskupice
- Bohuslavice
- Bousín
- Brodek u Konice
- Březsko
- Budětsko
- Buková
- Čehovice
- Čechy pod Kosířem
- Čelčice
- Čelechovice na Hané
- Dětkovice
- Dobrochov
- Dobromilice
- Doloplazy
- Držovice
- Dřevnovice
- Dzbel
- Hačky
- Hluchov
- Horní Štěpánov
- Hradčany-Kobeřice
- Hrdibořice
- Hrubčice
- Hruška
- Hvozd
- Ivaň
- Jesenec
- Kladky
- Klenovice na Hané
- Klopotovice
- Koválovice-Osíčany
- Krumsín
- Laškov
- Lešany
- Lipová
- Ludmírov
- Malé Hradisko
- Mořice
- Mostkovice
- Myslejovice
- Niva
- Obědkovice
- Ohrozim
- Ochoz
- Olšany u Prostějova
- Ondratice
- Otaslavice
- Otinoves
- Pavlovice u Kojetína
- Pěnčín
- Pivín
- Polomí
- Prostějovičky
- Přemyslovice
- Ptení
- Raková u Konice
- Rakůvka
- Rozstání
- Seloutky
- Skalka
- Skřípov
- Slatinky
- Smržice
- Srbce
- Stařechovice
- Stínava
- Stražisko
- Suchdol
- Šubířov
- Tvorovice
- Určice
- Víceměřice
- Vícov
- Vincencov
- Vitčice
- Vranovice-Kelčice
- Vrbátky
- Vrchoslavice
- Vřesovice
- Výšovice
- Zdětín
- Želeč